# Santa Maria de Claret (Torà)
Santa Maria de Claret és l'església parroquial del nucli de Claret, al municipi de Torà, a la comarca del Solsonès. És un monument protegit i inventariat dins el Patrimoni Arquitectònic Català

## Descripció
L'església està situada a l'inici del nucli urbà, tancant pel sud una petita i ben arranjada plaça.

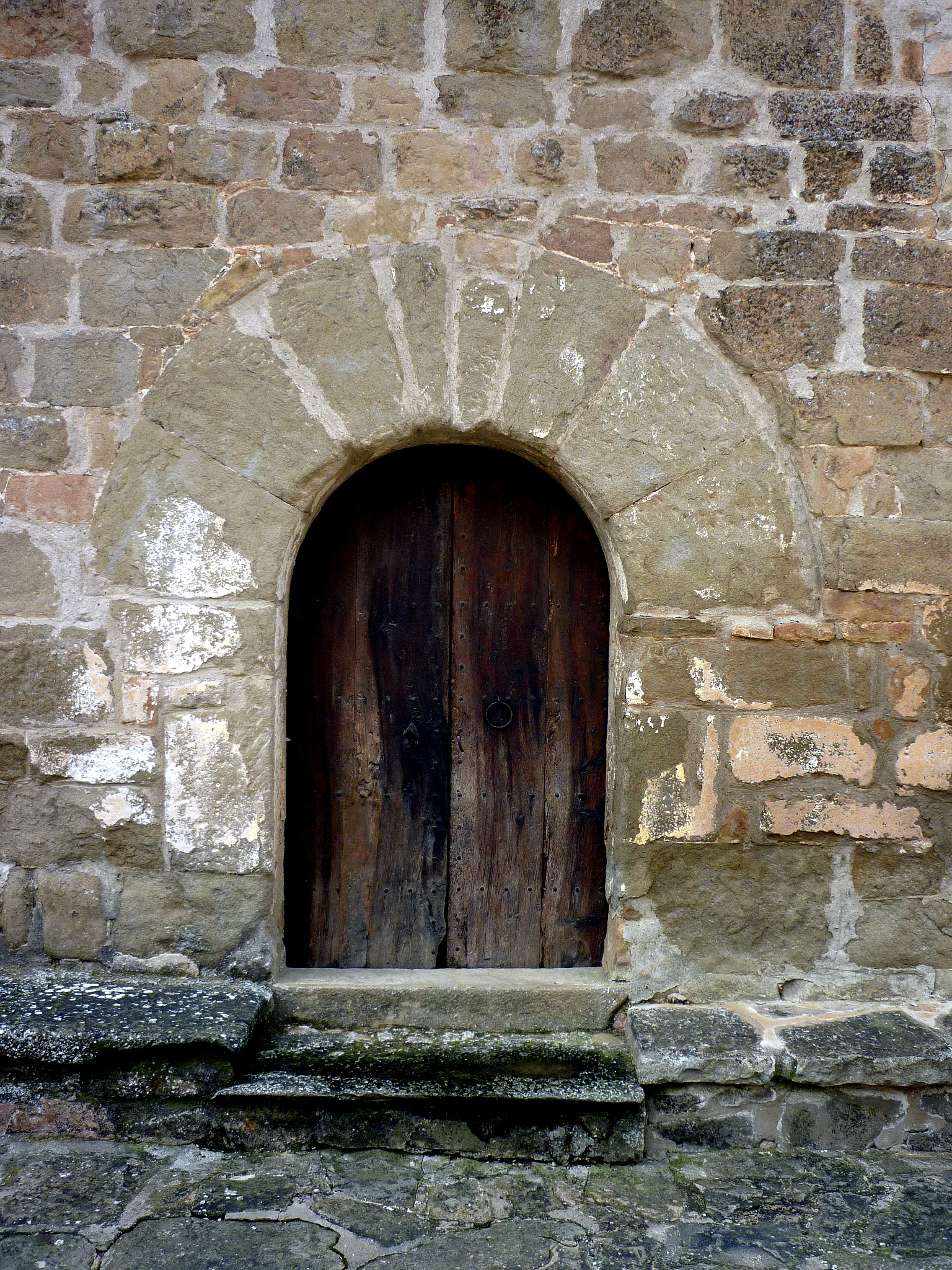
Portal

És un edifici de planta rectangular, d'una sola nau i amb coberta de volta de canó lleugerament apuntada i culmina a l'est amb l'absis. A la façana nord, hi ha l'entrada, amb arc de mig punt adovellat. A l'esquerra de l'entrada, hi ha un llarg banc de pedra. En aquesta façana a la part superior hi ha un sobrealçament amb una balconada amb barana de fusta de factura posterior al temple original. Al mur oest hi ha un contrafort i un ull de bou, i culmina la façana el campanar d'espadanya de dues obertures; a sobre té un frontó on hi ha una petita obertura de mig punt. A la façana est hi ha l'absis semicircular, amb una finestra d'una sola esqueixada. A l'interior, un arc preabsidal obre la nau. Hi ha dues capelles a cada lateral. L'interior és arrebossat i pintat de blau. A la banda sud hi té adossada la casa de cal Fustegueres

## Història
Documentada ja l'any 1139, quan Bernat de Claret deixa a Santa Maria de Solsona la meitat del castell de Claret, la meitat dels homes que hi habitaven, la meitat de la dominicatura que hi tenien els antics senyors del lloc, la meitat del terme del castell, tant dels camps conreats com dels erms i l'església de Claret. També hi ha notícies de l'església els anys 1150, 1180 i el 1931.